# Tusitala barbata longipalpis
Tusitala barbata là một phân loài nhện trong họ Salticidae.
Loài này thuộc chi Tusitala. Tusitala barbata longipalpis được Roger de Lessert miêu tả năm 1925.